# ایوان نوئل (ورزشکار اهل انگلستان)
ایوان نوئل (انگلیسی: Evan Noel; ۲۳ ژانویهٔ ۱۸۷۹ – ۲۲ دسامبر ۱۹۲۸) تنیس‌باز اهل بریتانیا بود.